# Konica Minolta
Konica Minolta är en av världens ledande tillverkare av kontorsmaskiner (kopiatorer, skrivare, faxar), multifunktionella system, elektroniska bildbehandlingsprodukter samt industriell mätutrustning. Den globala koncernen har en årsomsättning motsvarande 61 miljarder kronor och drygt 36 000 anställda. 
I Sverige representeras koncernen av dotterbolaget Konica Minolta Business Solutions Sweden AB.
Kameraverksamheten upphörde i april 2006 men Sony har fortsatt med tillverkning av digitala systemkameror med samma bajonettfattning för objektiven som först Minolta och sedan Konica Minolta hade.

## Kopiatorer, MFP och produktionsmaskiner
MFP (Multifunktionella Produkter) är branschens nya benämning på de maskiner som tidigare endast var kopiatorer.
Konica Minoltas digitala multifunktionella produkter kallas idag "bizhub" och är utrustade med flertal funktioner (kopiering, utskrift, faxning och skanning). Utöver dessa MFP produkter för kontor så tillverkar Konica Minolta även maskiner för tryckerier, produktionsmaskiner.
Konica Minolta har tillverkat kopiatorer (senare MFP) sedan 1960 då den första Minoltakopiatorn "Minolta Copymaster" lanserades.

## Lista över digitala kameror tillverkade av Konica Minolta

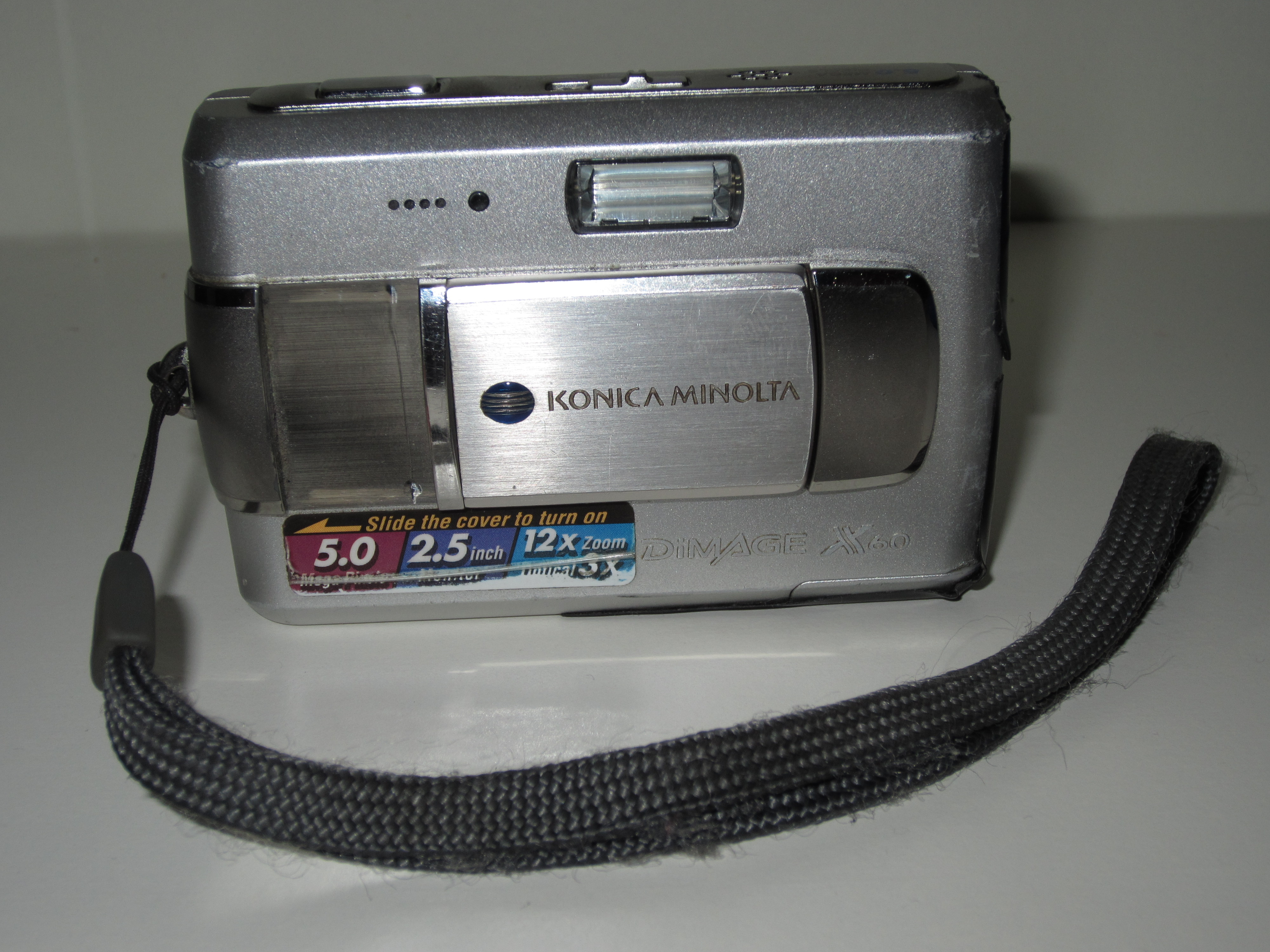
Kompaktdigitalkameran DiMAGE X60.

- Sikta och tryck-kameror
  - Dimage G600
  - Dimage X1
  - Dimage X31
  - Dimage X50
  - Dimage X60
  - Dimage Xg

- Allroundkameror
  - Dimage Z2
  - Dimage Z3
  - Dimage Z5
  - Dimage Z6
  - Dimage Z10
  - Dimage Z20

- Entusiastkameror
  - Dimage A2
  - Dimage A200

- Systemkameror
  - Dynax 5D
  - Dynax 7D